# Облога Києва (1240)
Обло́га Ки́єва — військова операція війська монголо-татар під проводом хана Батия восени 1240 року із взяття столиці — Києва. Складова монгольської кампанії з завоювання Русі 1230—1240-х років. Закінчилася здобуттям міста й фактичним знищенням Русі.

## Опис
Пізньої осені 1240 року монголо-татарське військо з'явилося біля Києва. Літописець писав про це:
…обступила Київ сила татарська, і був город в облозі великій. І пробував Батий коло города, а вої його облягали город. І не було чути нічого од звуків скрипіння возів його, ревіння безлічі верблюдів його, і од звуків іржання стад коней його, і сповнена була земля ворогами.
Монголи очікували підходу основної орди на чолі з Батиєм. За традицією вони спочатку запропонували киянам здатися на милість переможців. Проте київське віче вирішило стояти на смерть. Оборону очолив галицький воєвода Дмитро.

Батий зібрав до Києва свої головні сили та, ймовірно, усі 32 пороки, які мали монголи під час походу 1240—1241 років. Монголи розмістили їх біля Лядських воріт, що розташовувалися на території сучасного Майдану Незалежності. Вали цієї ділянки київських оборонних споруд були слабкі. Тут також лежало Козяче болото й ручай, що замерзли й перестали діяти як захисний фактор. Монголи захопили частину валу, де дерев'яні заборола були зруйновані пороками.
Постави же Баты порокы городу, подьлѣ врать Лядськыхъ, ту бо бѣаху пришли дебри; порокомъ же беспрестани бьющимъ день и нощь, выбиша стѣны.

Вдершись до міста Ярослава, татари перепочили ніч, а зранку почали штурм міста Володимира. Після запеклої бійки останні захисники зачинилися в Десятинній церкві, але монголи підвели спеціальні машини, і завалили храм, поховавши під його стінами героїчних захисників міста. У нерівному бою загинули майже всі оборонці Києва. Вороги захопили в полон пораненого воєводу Дмитра, але за хоробрість зберегли йому життя. З 50 тис. киян живими залишилися не більше 2 тис. осіб. Місто лежало в руїні. Про цю трагедію сповіщає літописець:
Того ж року татари здобули Київ… і святу Софію розграбували й монастирі всі, й ікони, і хрести, і все узороччя церковне взяли, а людей від малого до великого вбили мечем.
Після падіння Києва монголо-татари завдали удару по землях Галицько-Волинського князівства. Багато міст, здебільшого добре укріплених, чинили опір, створюючи перепони швидкому просуванню монголів на захід. Наприклад, під Колодяжним татари встановили дванадцять облогових машин, але взяти місто штурмом не змогли, тож почали умовляти жителів здати місто, пообіцявши зберегти їм життя. Оборонці міста відчинили ворота, але монголи не стримали слова і Колодяжин був повністю спалений, а його мешканці вбиті. Так і не змогли монголи захопити Кременець, Данилів та деякі інші міста Русі.
Навесні 1241 року Батий, подолавши опір мешканців Русі, рушив на захід через Волинь і Галичину. Протягом року військо Батия спустошувало Польщу, Угорщину, Чехію, Хорватію, Трансильванію, Молдову, частину Сербії та Болгарії, після чого повернулося до Поволжя.

## Датування
Питання датування облоги Києва залишається невирішеним в історіографії. Причиною цього є те, що літописи по-різному повідомляють про день взяття монголами міста. Більшість з них прямо чи опосередковано пов'язують його з 6 грудня 1240 року, днем Святого Миколая.
- Галицько-Волинський літопис найповніше розповідає про Київську облогу, але хронології подій не зберіг[1].
- Лаврентіївський літопис повідомляє, що місто захопили «до Рождества Господня на Николин день»[1].
- Суздальський літопис говорить про «декабря 6, на память иже в святых отца нашого Николы»[1].
- Тверський літопис вказує «декабря 6, на память святого отца Николы»[1].
- Володимирський літопис називає «месяца декабря в 6 день»[1].

Проте інші літописи називають днем падіння Києва понеділок 19 листопада 1240 року
- Псковський літопис говорить, що «приидоша татарове к Киеву сентября 5, и стояша 10 недель и 4 дни, и едва взяша его ноября 19, в понедельник»[4].
- Літописи Авраамки
- Супрасльський літопис

Іноземні джерела дати не вказують. Рашид-ад-дін без дати повідомляє, що монголи захопили велике руське місто Макерфаан. Плано Карпіні свідчив, що «після довгої облоги взяли його».